# 日本分析化学専門学校

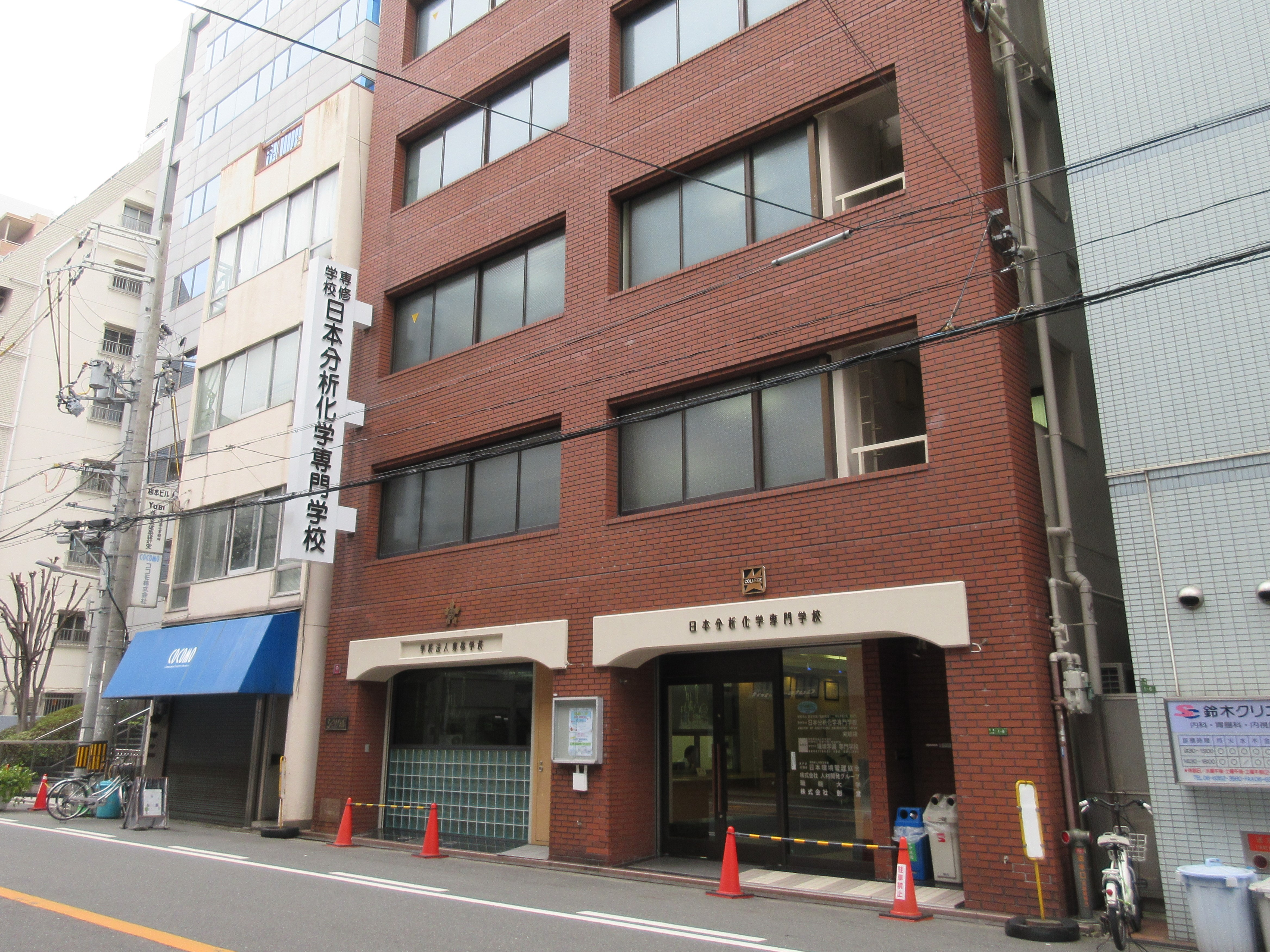
日本分析化学専門学校

日本分析化学専門学校（にほんぶんせきかがくせんもんがっこう）は、学校法人重里学園が運営する大阪市北区にある専修学校。全国的に稀な学科を持つ。

## 沿革
- 1982年 開校
- 1995年 文部科学省より「専門士」称号付与認可
- 2000年 ISO14001認証取得
- 2012年 文部科学省より「高度専門士」称号付与認可
- 2014年
  - 文部科学省より「職業実践専門課程」認可
  - 厚生労働省より「専門実践教育訓練講座」認可
- 2024年
  - 通信制「先端化学分析学科」設置

## 学科
- 環境化学分析学科（２年制）
  - 水質分析コース
  - 資源エネルギー分析コース
- 農水産バイオ分析学科（２年制）
  - 生物分析コース
  - 土壌分析コース
- 医療医薬分析学科（２年制）
  - 医薬品分析コース
  - 臨床分析コース
- 健康化学分析学科（２年制）
  - 食品分析コース
  - 化粧品・かおり分析コース
- 化学分析学科（土日開講、２年制）
- 先端化学分析学科（通信課程３年制）（2024年開講）

## 所在地
- 〒530-0043 大阪府大阪市北区天満2-1-１（講義棟）
- 〒530-0043 大阪府大阪市北区天満2-1-８（実験棟）